# Иирис
И́ирис Ве́сик (эст. Iiris Vesik), больше известная как И́ирис (эст. Iiris, род. 16 июля 1991, Таллин, Эстония) — эстонская певица, автор песен, актриса. Её дебютный альбом «The Magic Gift Box» был выпущен 12 марта 2012 года компанией EMI. Весик поёт в группе «Night Tapes».

## Биография
Весик училась в гимназии Якоба Вестхольма, которую окончила в 2010 году. У неё есть младший брат и две сводные сестры.
Начала музыкальную карьеру, участвуя в третьем конкурсе эстонской песни «Tähtede laul» в 2003 году. Также Весик заняла третье место в музыкальном конкурсе «Kaks Takti Ette» в 2007 году.

### Музыкальная карьера
Весик пыталась представить Эстонию на конкурсе песни Евровидение три раза. В 2008 году её песня «Ice-Cold Story», написанная Рийне Паусаар, принесла ей второе место на конкурсе «Eurolaul». В 2010 году она приняла участие «Eesti Laul 2010», с песней собственного сочинения «Astronaut», где заняла четвёртое место. В 2016 году вместе с Картооном, Керли и Кристель Ааслайд она была одной из авторов песни «Immortality» («Бессмертие»), исполненной Картооном, Керли и Кристелью Ааслайд на Eesti Laul 2016, где они заняли третье место. Также она участвовала с Аго Теппандом в конкурсе «Eesti Laul 2018» с песней «Drop That Boogie» («Брось это буги-вуги»), где в финале они заняли пятое место.
2010 год стал годом, когда Весик оказалась в центре внимания любителей музыки. После фестиваля «Tallinn Music Week» она получила высокую репутацию. «Особо хорошее выступление и великое написание», — сказал о ней Дитмар Швенглер из «MusikWoche». Вскоре последовали выступления на таких фестивалях, как «Popkomm» (Германия), «Musiikki & Media» (Финляндия), «The Great Escape» (Великобритания), «Positivus» (Латвия) и «Iceland Airwaves» (Исландия).
С начала 2011 года Весик получила звание артиста недели в блоге Игги на MTV. В июне 2011 года Весик подписалась на EMI Финляндии. Её дебютный альбом «The Magic Gift Box», продюсированный Аго Теппандом, был выпущен 28 марта 2012 года.
Весик часто сравнивают с эстонской певицей Керли, (сами они поклонники друг друга).
После Universal «Music Group bought EMI» Весик выпустила свои песни под «Universal Music» Финляндии.

## Музыкальный стиль
Иирис часто сравнивают с такими артистами, как Бьорк, Florence and the Machine, Кейт Буш и Регина Спектор.

## Дискография
Студийный альбом
- The Magic Gift Box (2012, EMI Music Finland/Virgin Records)

EPs
- Chinaberry Girl (2013, Universal Music Group)
- Hope (2016, Dreamweaver)
- Dream Forever In Glorious Stereo (20I9) (with Night Tapes)
- Download Spirit (2020) (with Night Tapes)

Синглы
- «Ice-Cold Story» (Audiosus, 2007)
- «Alien» (Rockhouse, 2008)
- «Astronaut» (Sethh Sound, 2010)
- «Melyse» (EMI Music Finland, 2011)
- «Weirdo» (EMI Music Finland, 2012)
- «Tigerhead» (Universal Music Finland, 2013)
- «Iiridescent Love» (Hand In Hive U.K, 2015)
- «Hope» (Dreamweaver, 2016)
- «Stranger» (Dreamweaver, 2017)

## Награды и номинации
| Год  | Номинируемая работа | Категория                                   | Результат |
| ---- | ------------------- | ------------------------------------------- | --------- |
| 2010 | Herself             | Skype «Go Change The World Award» @ TMW     | Победа    |
| 2012 | «Melyse»            | Estonian Music Award for Best Music Video   | Номинация |
| 2013 | The Magic Gift Box  | Estonian Music Award for Best Album         | Номинация |
| 2013 | The Magic Gift Box  | Estonian Music Award for Best Debut Album   | Номинация |
| 2013 | The Magic Gift Box  | Estonian Music Award for Best Pop Album     | Номинация |
| 2013 | Herself             | Estonian Music Award for Best Female Artist | Победа    |
| 2013 | «Weirdo»            | Estonian Music Award for Best Music Video   | Номинация |
| 2014 | «Tigerhead»         | Estonian Music Award for Best Music Video   | Победа    |